# Voglia di guardare
Voglia di guardare è un film di genere erotico del 1986 e diretto da Joe D'Amato.

## Trama
Cristina, giovane e annoiata moglie di Diego, medico proprietario di una clinica, s'innamora di Andrea, ex paziente del marito e affascinante playboy dal misterioso passato e dall'ambiguo presente. Conquistata da quest'ultimo, Cristina si lascia convincere a fare particolari esperienze in un atelier, che in realtà non è altro che una casa d'appuntamenti di proprietà di Francesca, amante di Andrea. Nel momento in cui quest'ultimo s'innamora di Cristina, Francesca, gelosa della donna, decide di rivelare il perverso gioco di cui è stata vittima: Diego stesso la guardava da dietro uno specchio durante le sue performance particolari all'interno dell'atelier. Cristina, delusa soprattutto dal comportamento di Andrea, deciderà di tornare, nonostante tutto, dal marito.

## Produzione
Il film è diretto, fotografato, montato e sceneggiato interamente da Joe D'Amato. Solo per la sceneggiatura si avvale della collaborazione di Donatella Donati e Italo Focacci, quest'ultimo anche produttore.

### Cast
Jenny Tamburi interpreta la moglie del marito voyeur e, per la realizzazione della parte, volendo quanto più assomigliare a Stefania Sandrelli (che l'anno prima era stata protagonista de La chiave), è visibilmente e volutamente ingrassata. Sarà il suo ultimo film per il cinema. Laura Gemser interpreta una piccola parte nel film: l'amante lesbica di Cristina. Lilli Carati recita, invece, la parte di una tenutaria di un postribolo e, dopo la realizzazione di questo film, si sarebbe interamente dedicata all'hardcore.
A proposito del film Jenny Tamburi ha dichiarato: «Con Aristide avevamo un rapporto bellissimo… come se fosse mio padre. Quando facevamo quel film mi diceva sempre di essere più eccitante, più maliziosa. Io ci pensavo un po', poi lo facevo con molta serenità. Aristide era una persona meravigliosa, gentilissimo, poi era del sagittario come me e quindi legavamo molto. Nel film c'erano molte scene di nudo e anche alcune imbarazzanti sequenze con Lilli Carati. Ma eravamo allenate…».